# Jakub Handelblit
Jakub Handelblit – polski aktor żydowskiego pochodzenia odgrywający role w przedwojennych żydowskich filmach i sztukach teatralnych w języku jidysz.

## Filmografia
- 1925: Jeden z 36